# Estación El Arbolito
El Arbolito es una estación ferroviaria ubicada en la localidad del mismo nombre, en el Partido de Colón, Provincia de Buenos Aires, Argentina.
Fue inaugurada en 1897 por el Ferrocarril Central Argentino.

## Servicios
La estación corresponde al Ferrocarril General Bartolomé Mitre de la red ferroviaria argentina. Presta servicios de cargas por la empresa Nuevo Central Argentino.